# Czeczey Lénárd
Czeczey Lénárd vagy Cecey (1500. k. – Kassa, 1551 végén) magyar köznemes, Kassa várkapitánya.
A mohácsi vész után Szapolyai János mellé állt és hűségét a család iránt végig megőrizte. 1536-ig Tállya kapitánya volt. 1536. december 4-én részt vett Kassa elfoglalásában, amelynek polgársága régóta éles szembenállást tanusított a királlyal. Szapolyai ezután őt nevezte ki Kassa élére. 1537-ben tisztogatásokat végzett a Szapolyai ellen lázadozó német polgárság körében, s a városi tanács tagjai közül ötvenöt személyt elüldözött, valamint állandó megfigyelés alatt tartott a németeket, s az elkövetkezendő években megszüntette a város privilégiumait, valamint a német nyelv használatát is beszüntette.
Szapolyai halála után Izabella királyné szolgálatában maradt. A császári katonaság ugyan a királyné férjének szepességi birtokait lefoglalta, de Kassát Czeczey végig kézben tartotta, s tisztségében Fráter György is meghagyta. A gyalui egyezmény során ezek a területek visszakerült. 1551-ben Izabella elhagyta Erdélyt és Czeczey még ez év végén meghalt.

## Külső hivatkozások
- Magyar életrajzi lexikon
- BELHARCOK ÉS TÖRÖK INTERVENCIÓ A KELETI MAGYAR KIRÁLYSÁGBAN 1550-BEN Archiválva 2009. május 7-i dátummal a Wayback Machine-ben
- Krakkói és kassai polgárok kapcsolatai a XVI. század közepén
- A HÍRSZERZÉS ÉS KÉMKEDÉS A MAGYAR HADVISELÉS SZOLGÁLATÁBAN